# Cabrio de las SS para Policías y Militares Retirados

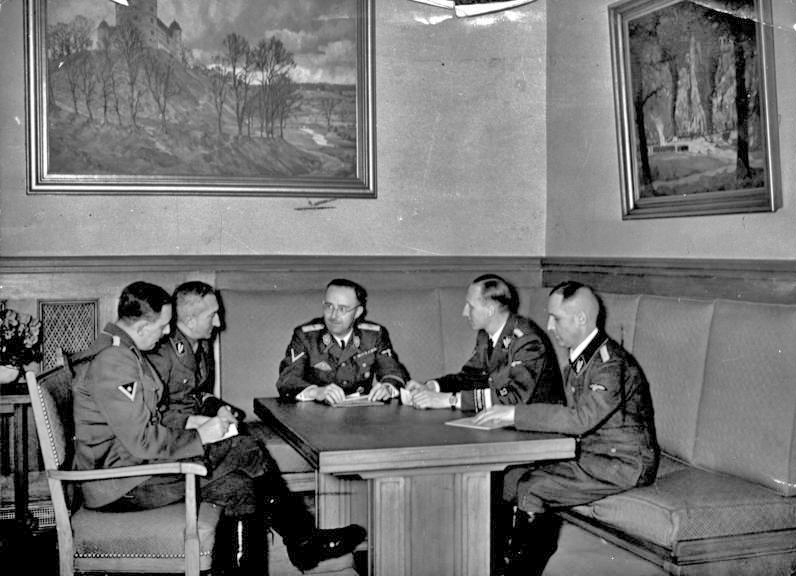
Foto de 1939: de izquierda a derecha se muestran Huber, Nebe, Himmler, Heydrich y Heinrich Müller. Al Cabrio de las SS para los policías y militares retirados se le muestra el uniforme de Huber y el Cabrio de Honor para la Vieja Guardia se muestra en el uniforme de Himmler.

El Cabrio de las SS para Policías y Militares Retirados era un distintivo de calificación de servicio anterior que usaban los miembros de las Schutzstaffel (SS) del Partido Nazi que anteriormente se había desempeñado como policía profesional, como miembros del Reichswehr o miembros de los Stahlhelm, Bund der Frontsoldaten ("Cascos de Acero, Liga de Soldados del Frente" ).
El Cabrio de las SS era similar en apariencia al Cabrio de Honor de la Vieja Guardia, pero con un centro oscuro y un pico de plata. Los poseedores de este Cabrio de las SS incluía a Arthur Nebe, quien se había ganado el galón a través de un servicio anterior como detective en el Departamento de Policía de Berlín y a Franz Josef Huber, quien ganó su galón a través del servicio anterior como inspector de policía en el Departamento de Policía de Múnich.